# Serrat del Bac (Albanyà)
El Serrat del Bac és una serra situada al municipi d'Albanyà a la comarca de l'Alt Empordà, amb una elevació màxima de 1.165 metres.